# Malá Čausa
Malá Čausa este o comună slovacă, aflată în districtul Prievidza din regiunea Trenčín. Localitatea se află la altitudinea de 340 m deasupra n.m., se întinde pe o suprafață de 15,35 km2 și în 2017 număra 685 de locuitori.

## Istoric
Localitatea Malá Čausa este atestată documentar din 1430.

## Demografie
| An:                | 1994 | 2004   | 2014   | 2024   |
| ------------------ | ---- | ------ | ------ | ------ |
| Număr de persoane: | 628  | 621    | 680    | 706    |
| Diferență:         |      | −1,11% | +9,50% | +3,82% |

| An:                | 2023 | 2024   |
| ------------------ | ---- | ------ |
| Număr de persoane: | 705  | 706    |
| Diferență:         |      | +0,14% |